# Oratorio de San Felipe Neri (Córdoba)

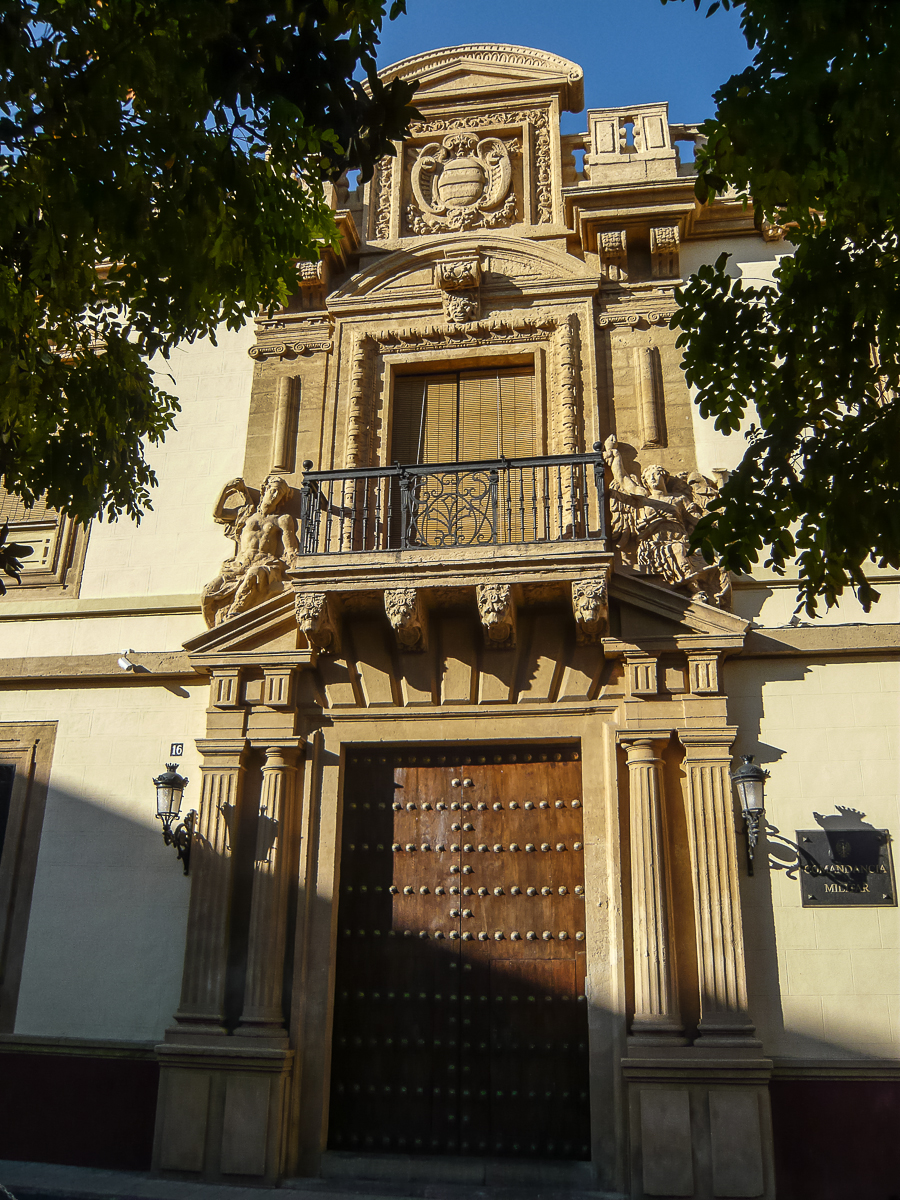
Una de las Dos portadas del antiguo Palacio de los Venegas, luego Oratorio de San Felipe Neri.

El Oratorio de San Felipe Neri (Forma parte del antiguo Palacio de los Venegas) es un antiguo oratorio del siglo XVII situado en el barrio de La Trinidad de la ciudad de Córdoba (España). Hoy en día el edificio sirve para exposiciones y actos culturales.

## Historia
A finales del siglo XVII, el antiguo palacio de los Venegas de Henestrosa se transforma, por iniciativa del cardenal Luis Antonio de Belluga y Moncada, en Oratorio de San Felipe Neri, atribuido a Francisco Hurtado Izquierdo. Del antiguo palacio se conservó la fachada, que data de 1589 y se atribuye a Juan de Ochoa. Con la exclaustración del siglo XIX se convirtió en Gobierno Militar. En 2011 se llevó a cabo una restauración del inmueble, para su recuperación y adaptación como equipamiento cultural. Las obras concluyeron en septiembre, inaugurándose la nueva sala de exposiciones en lo que fue la iglesia (Barroca con placas y pinturas murales en la bóveda), el 26 de septiembre de ese mismo año.

## Arquitectura
El edificio cuenta con tres patios: el patio principal (sureste) de planta cuadrada posee una profusa decoración del barroco de placas. Los otros dos patios, menos monumentales, se caracterizan por su vegetación. La estructura de muros de fábrica en dos plantas. La iglesia, de cruz latina, tiene una gran cúpula en su crucero, con figuras recostadas en sus frontones. En cuanto a la fachada a la plaza de Ramón y Cajal corresponde al palacio de los Venegas de Henestrosa con dos portadas gemelas, con sendos escudos de los Venegas y dos torreones flanqueando el conjunto. La iglesia presenta fachada barroca a la calle San Felipe, con pilastras de grandes dimensiones. Las cubiertas son inclinadas de teja cerámica en toda la edificación con balaustrada en fachada.